# オルホ

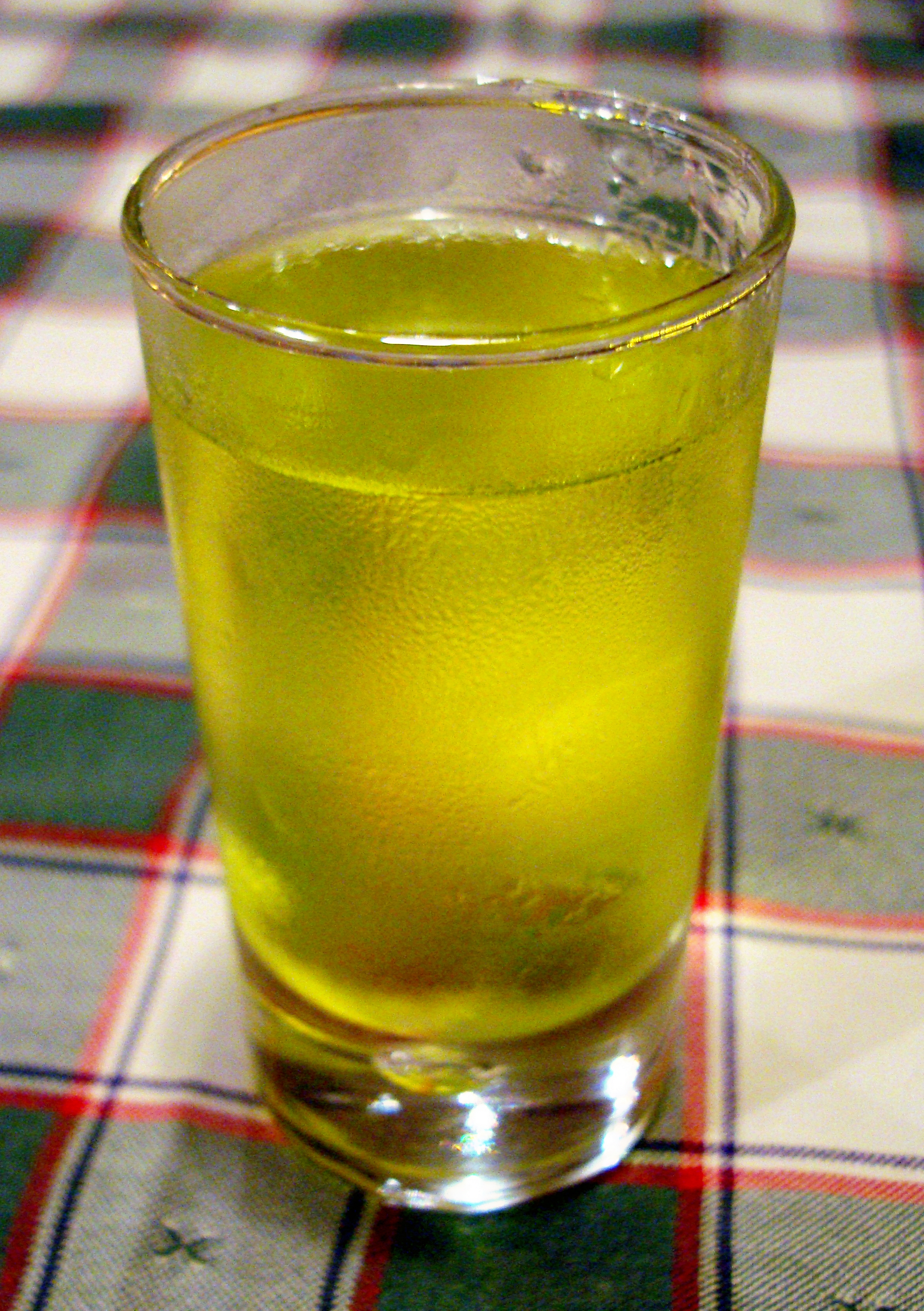
オルホ

オルホ（Orujo）とは、スペイン北部で生まれた葡萄の粕を使った蒸留酒である。高いアルコール度数のわりに飲みやすい点、独特の香りと味覚を持つ点が人気であり、今日ではスペイン全体で飲まれるお酒となっている。

## 概要
葡萄を潰した後に残る絞り粕を蒸留して製造される。通常のオルホの色は透明であるが、中には黄色、琥珀色のものもある。黄色いオルホは特に“orujo envejecido”と言われ、これは“年を経たオルホ”という意味である。通常のオルホ同様に発酵され蒸留されて製造されるが、はっきりとした色に変わるまでの2年近くの間は樫の樽に寝かされる。
スペイン北部のガリシアの人々は、強い蒸留酒を製造する伝統を長いこと受け継いできた。現地で製造されるオルホは、アルコール度数が高く37％から45％ある。 オルホは主にレオン、ガリシア、アストゥリアスといった北スペインにおいて製造されている。しかしながら、消費という観点から言えば、オルホは現在スペイン国内中で飲まれている。
ワイン造りを小規模で行っている人たちは、自分達でワインを造った後の搾りかすを蒸留して、自家製オルホを造っており、門外不出のレシピを持っていたりしていた。もともと伝統的なホームメードリキュールだったが、ここ20年間で、品質の高いオルホがたくさん造られ、市場へ流通するようになっている。
オルホを飲むのに最も良い場所はガリシア、特にポテス（Potes）の町と言われている。これは後述するように、年1回開催されるオルホ祭が開催される場所であるため、多くのオルホに触れる機会が得られる場所であるからである。

## 名前の由来
オルホの名称は、 “搾りかすの強いお酒”を意味する“aguardiente de orujo”の表現に見られる。葡萄を潰した後に残る粕を、スペイン語では“Orujos（オルホ）”と呼ぶ。すなわち、オルホの材料が名前の由来となっている。

## 歴史
ローマ人のスペインへの到来とガリシアのオルホを結びつける伝記や記録はいくつも残されている。しかし、それ以前の時代からあった、ケルト人にとって宗教的に重要な意味を持ったPena Corneiraと呼ばれる丘には、オルホの前身となる酒の手法が記された石が見つかっている。
蒸留という酒造技術は、古代ギリシャとアレクサンドリアに起源を持つ。 酒の蒸留は二世紀から三世紀の頃に地中海文化において注目の的となり、後にアラブ文化の影響を受けてより一層発達していった。しかしながら、オルホはだいぶ時間が経過してきてから出現したものである。1663年にドイツからスペインに来たイエズス会の僧侶Atanasio Kircherが強い酒の一つして文書で紹介したのが初めてである。
それ以来、オルホは苦難の道を歩むことになった。オルホが製造されてすぐの頃に、政府は製造と消費に重い税金を課し、蒸留酒は19世紀には禁止されることとなった。しかし、オルホが乗り越えるべき障害はまだ多く残されてはいたものの、20世紀の頭には許可されるようになった。 この頃のオルホは、可動式の蒸留酒製造機から製造されていた。そして製造業者はオルホを製造するために町から町へと移動していたと言われる。

## 製造方法

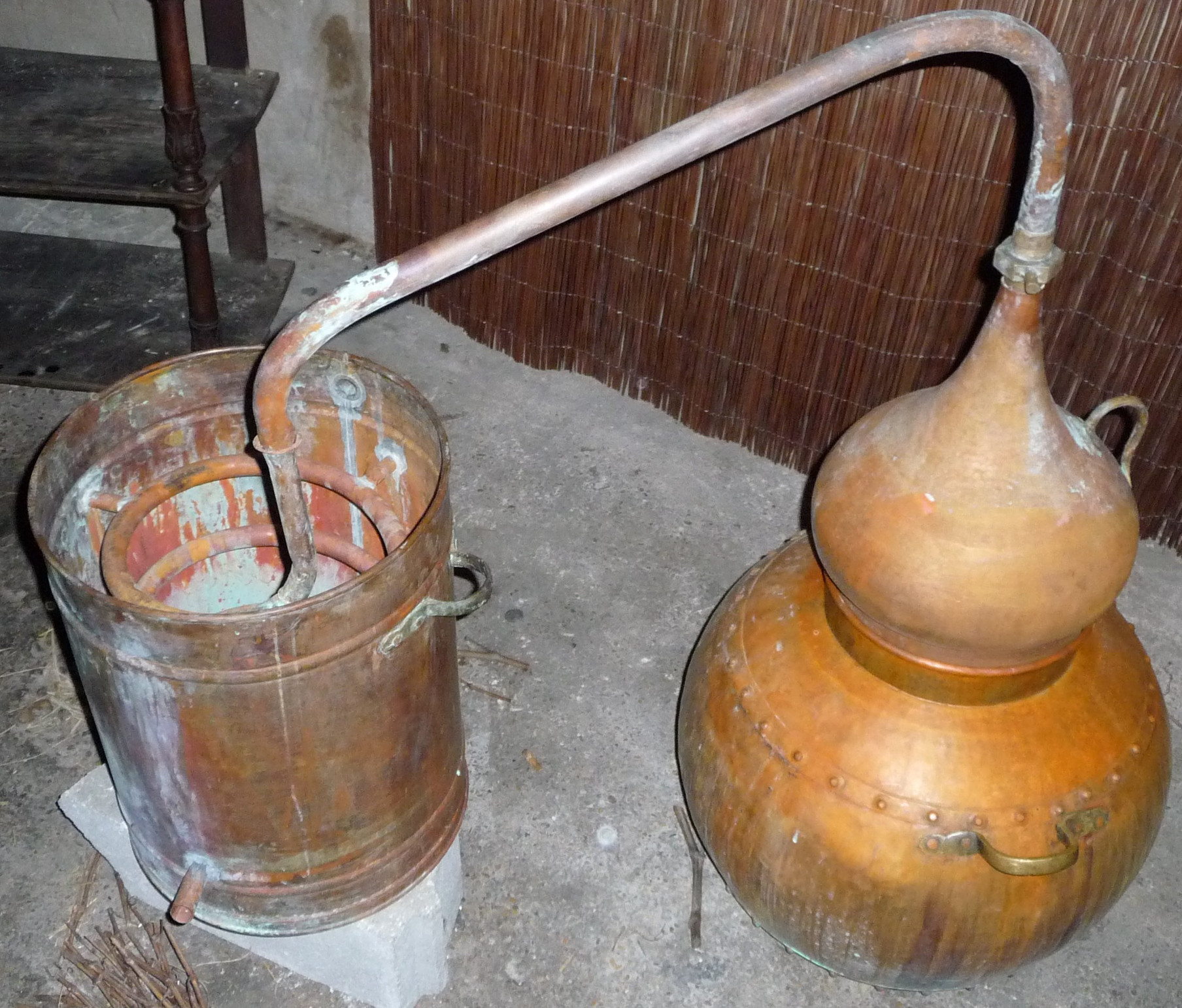
蒸留装置

オルホはワイン製造の圧縮の最後の残留物から造られるものであり、非常に低コストの副産物である。
葡萄の皮、種、及び茎を大樽に入れ、発酵して製造する。この蒸留酒製造機は銅のかまとして造られるのが一般であり、火種によって熱せられる。
かつては何らの価値も見いだされなかった搾りかすから、病気、魂、苦痛、骨のうずきを救済する魔法の薬として貧者のために造られたものであった。
alambiques（アランビック）という名称の蒸留酒製造機での蒸留プロセスを例にとると、蒸留には6時間かそれ以上を要する。数世紀にわたってガリシア人によって使用されてきた銅の蒸留酒製造機は、ムーア人によってイベリア半島に持ち込まれたと考えられている。

## オルホ祭

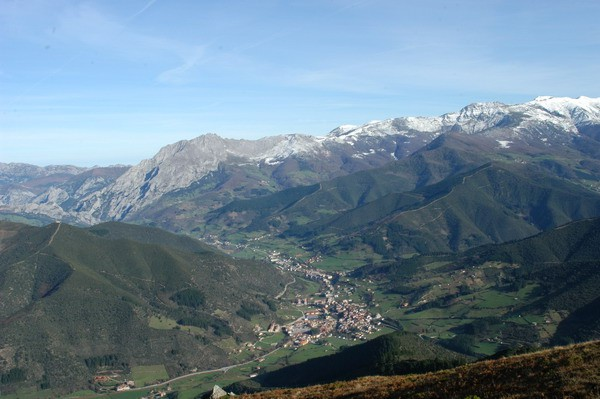
ポテスの町

毎年11月には、ポテス（Potes）の町では「オルホ祭」が開催される。ポテスは北スペインはカンタブリアにあるピコス・デ・エウロパ山脈に位置する小さな町である。 そこではテイスティング、参加者の保有する蒸留酒製造機を用いた蒸留コンテストが開かれる。コンテスト優勝者は“great Orujero”賞を与えられる。
1984年に初めて開催されたのを皮切りに、現在では毎年1回、11月の第二週に開催される恒例の祭りとなった。